# 過程決定計画図
過程決定計画図（英:Process Decision Program Chart）は、品質管理における新QC七つ道具の一つで、主としてコンティンジェンシープランの策定に役立つツールである。日本人の近藤次郎が開発した手法で世界に広まった。

## 参考資料
1. ↑  過程決定計画図